# Championnat du monde de Formule 1 1978
Navigation
1977 1979
Le championnat  du monde de Formule 1 1978 est remporté par l'Américain Mario Andretti sur une Lotus-Ford. Lotus remporte le championnat du monde des constructeurs.

## Règlement sportif
- L'attribution des points s'effectue selon le barème 9, 6, 4, 3, 2, 1.
- Seuls les 7 meilleurs résultats des 8 premières manches et les 7 meilleurs résultats des 8 dernières manches sont retenus.

## Règlement technique
- Moteurs atmosphériques : 3 000 cm³
- Moteurs suralimentés : 1 500 cm3

## Pilotes et monoplaces
| Écurie                                            | Constructeur  | Châssis       | Moteur               | Pneus | no | Pilotes               | Manches disputées |                 |
| ------------------------------------------------- | ------------- | ------------- | -------------------- | ----- | -- | --------------------- | ----------------- | --------------- |
| Parmalat Racing Team                              | Brabham       | BT45C         | Alfa Romeo 3.0 F12   | G     | 1  | Niki Lauda            | Toutes            | Jackie Stewart  |
| Parmalat Racing Team                              | Brabham       | BT45C         | Alfa Romeo 3.0 F12   | G     | 2  | John Watson           | Toutes            | Jackie Stewart  |
| Parmalat Racing Team                              | Brabham       | BT45C         | Alfa Romeo 3.0 F12   | G     | 66 | Nelson Piquet         | 15-16             | Jackie Stewart  |
| Elf Team Tyrrell                                  | Tyrrell       | 008           | Ford 3.0 V8          | G     | 3  | Didier Pironi         | Toutes            |                 |
| Elf Team Tyrrell                                  | Tyrrell       | 008           | Ford 3.0 V8          | G     | 4  | Patrick Depailler     | Toutes            |                 |
| John Player Team Lotus                            | Lotus         | 78 79         | Ford 3.0 V8          | G     | 5  | Mario Andretti        | Toutes            |                 |
| John Player Team Lotus                            | Lotus         | 78 79         | Ford 3.0 V8          | G     | 6  | Ronnie Peterson       | 1-14              |                 |
| John Player Team Lotus                            | Lotus         | 78 79         | Ford 3.0 V8          | G     | 55 | Jean-Pierre Jarier    | 15-16             |                 |
| Marlboro Team McLaren Löwenbräu Team McLaren      | McLaren       | M26           | Ford 3.0 V8          | G     | 7  | James Hunt            | Toutes            |                 |
| Marlboro Team McLaren Löwenbräu Team McLaren      | McLaren       | M26           | Ford 3.0 V8          | G     | 8  | Patrick Tambay        | Toutes            |                 |
| Marlboro Team McLaren Löwenbräu Team McLaren      | McLaren       | M26           | Ford 3.0 V8          | G     | 33 | Bruno Giacomelli      | 6, 9-10, 13-14    |                 |
| ATS Racing Team                                   | ATS           | D1            | Ford 3.0 V8          | G     | 9  | Jochen Mass           | 1-13              |                 |
| ATS Racing Team                                   | ATS           | D1            | Ford 3.0 V8          | G     | 9  | Michael Bleekemolen   | 14-16             |                 |
| ATS Racing Team                                   | ATS           | D1            | Ford 3.0 V8          | G     | 10 | Jean-Pierre Jarier    | 1-5, 11           |                 |
| ATS Racing Team                                   | ATS           | D1            | Ford 3.0 V8          | G     | 10 | Alberto Colombo (en)  | 6-7               |                 |
| ATS Racing Team                                   | ATS           | D1            | Ford 3.0 V8          | G     | 10 | Keke Rosberg          | 8-10, 15-16       |                 |
| ATS Racing Team                                   | ATS           | D1            | Ford 3.0 V8          | G     | 10 | Hans Binder           | 12                |                 |
| ATS Racing Team                                   | ATS           | D1            | Ford 3.0 V8          | G     | 10 | Michael Bleekemolen   | 13                |                 |
| ATS Racing Team                                   | ATS           | D1            | Ford 3.0 V8          | G     | 10 | Harald Ertl           | 14                |                 |
| Scuderia Ferrari SpA SEFAC                        | Ferrari       | 312 T2 312 T3 | Ferrari 3.0 F12      | M     | 11 | Carlos Reutemann      | Toutes            | Elio de Angelis |
| Scuderia Ferrari SpA SEFAC                        | Ferrari       | 312 T2 312 T3 | Ferrari 3.0 F12      | M     | 12 | Gilles Villeneuve     | Toutes            | Elio de Angelis |
| Fittipaldi Automotive                             | Fittipaldi    | F5A           | Ford 3.0 V8          | G     | 14 | Emerson Fittipaldi    | Toutes            |                 |
| Équipe Renault Elf                                | Renault       | RS01          | Renault 1.5 V6 turbo | M     | 15 | Jean-Pierre Jabouille | 3-16              |                 |
| Shadow Racing Team                                | Shadow        | DN8           | Ford 3.0 V8          | G     | 16 | Hans-Joachim Stuck    | Toutes            |                 |
| Shadow Racing Team                                | Shadow        | DN8           | Ford 3.0 V8          | G     | 17 | Clay Regazzoni        | Toutes            |                 |
| Durex Team Surtees Beta Team Surtees Team Surtees | Surtees       | TS20          | Ford 3.0 V8          | G     | 18 | Rupert Keegan         | 1-13              | Brian Henton    |
| Durex Team Surtees Beta Team Surtees Team Surtees | Surtees       | TS20          | Ford 3.0 V8          | G     | 18 | Gimax                 | 14                | Brian Henton    |
| Durex Team Surtees Beta Team Surtees Team Surtees | Surtees       | TS20          | Ford 3.0 V8          | G     | 18 | René Arnoux           | 15-16             | Brian Henton    |
| Durex Team Surtees Beta Team Surtees Team Surtees | Surtees       | TS20          | Ford 3.0 V8          | G     | 19 | Vittorio Brambilla    | 1-14              | Brian Henton    |
| Durex Team Surtees Beta Team Surtees Team Surtees | Surtees       | TS20          | Ford 3.0 V8          | G     | 19 | Beppe Gabbiani        | 15-16             | Brian Henton    |
| Walter Wolf Racing                                | Wolf          | WR3           | Ford 3.0 V8          | G     | 20 | Jody Scheckter        | Toutes            |                 |
| Walter Wolf Racing                                | Wolf          | WR3           | Ford 3.0 V8          | G     | 21 | Bobby Rahal           | 15-16             |                 |
| Team Tissot Ensign                                | Ensign        | N177          | Ford 3.0 V8          | G     | 22 | Danny Ongais          | 1-2               |                 |
| Team Tissot Ensign                                | Ensign        | N177          | Ford 3.0 V8          | G     | 22 | Lamberto Leoni        | 3-4               |                 |
| Team Tissot Ensign                                | Ensign        | N177          | Ford 3.0 V8          | G     | 22 | Jacky Ickx            | 5-8               |                 |
| Team Tissot Ensign                                | Ensign        | N177          | Ford 3.0 V8          | G     | 22 | Derek Daly            | 9-10, 12-16       |                 |
| Team Tissot Ensign                                | Ensign        | N177          | Ford 3.0 V8          | G     | 22 | Nelson Piquet         | 11                |                 |
| Team Tissot Ensign                                | Ensign        | N177          | Ford 3.0 V8          | G     | 23 | Lamberto Leoni        | 1-2               |                 |
| Team Tissot Ensign                                | Ensign        | N177          | Ford 3.0 V8          | G     | 23 | Bernard de Dryver     | 6                 |                 |
| Team Tissot Ensign                                | Ensign        | N177          | Ford 3.0 V8          | G     | 23 | Geoff Lees            | 10                |                 |
| Team Tissot Ensign                                | Ensign        | N177          | Ford 3.0 V8          | G     | 23 | Brett Lunger          | 15                |                 |
| Sachs Racing                                      | Ensign        | N177          | Ford 3.0 V8          | G     | 23 | Harald Ertl           | 11-13             |                 |
| Olympus Cameras Hesketh Racing                    | Hesketh       | 308E          | Ford 3.0 V8          | G     | 24 | Divina Galica         | 1-2               |                 |
| Olympus Cameras Hesketh Racing                    | Hesketh       | 308E          | Ford 3.0 V8          | G     | 24 | Eddie Cheever         | 3                 |                 |
| Olympus Cameras Hesketh Racing                    | Hesketh       | 308E          | Ford 3.0 V8          | G     | 24 | Derek Daly            | 4-6               |                 |
| Team Rebaque                                      | Lotus         | 78            | Ford 3.0 V8          | G     | 25 | Héctor Rebaque        | Toutes            |                 |
| Ligier Gitanes                                    | Ligier        | JS9           | Matra 3.0 V12        | G     | 26 | Jacques Laffite       | Toutes            |                 |
| Williams Grand Prix Engineering                   | Williams      | FW06          | Ford 3.0 V8          | G     | 27 | Alan Jones            | Toutes            |                 |
| Centro Aseguredor F1                              | McLaren       | M23           | Ford 3.0 V8          | G     | 28 | Emilio de Villota     | 7                 |                 |
| Patrick Nève                                      | March         | 781S          | Ford 3.0 V8          | G     | 29 | Patrick Nève          | 6                 |                 |
| BS Fabrications                                   | McLaren       | M23           | Ford 3.0 V8          | G     | 29 | Nelson Piquet         | 12-14             |                 |
| Liggett Group/B&S Fabrications                    | McLaren       | M23 M26       | Ford 3.0 V8          | G     | 30 | Brett Lunger          | 1-14              |                 |
| Automobiles Martini                               | Martini       | MK23          | Ford 3.0 V8          | G     | 31 | René Arnoux           | 3, 5-7, 9-13      |                 |
| Theodore Racing Theodore Racing Hong Kong         | Theodore Wolf | TR1 WR3       | Ford 3.0 V8          | G     | 32 | Eddie Cheever         | 1-2               |                 |
| Theodore Racing Theodore Racing Hong Kong         | Theodore Wolf | TR1 WR3       | Ford 3.0 V8          | G     | 32 | Keke Rosberg          | 3-7, 11-14        |                 |
| Team Merzario                                     | Merzario      | 761B          | Ford 3.0 V8          | G     | 34 | Alberto Colombo (en)  | 14                |                 |
| Team Merzario                                     | Merzario      | 761B          | Ford 3.0 V8          | G     | 37 | Arturo Merzario       | Toutes            |                 |
| Arrows Racing Team                                | Arrows        | A1            | Ford 3.0 V8          | G     | 35 | Riccardo Patrese      | 2-16              |                 |
| Arrows Racing Team                                | Arrows        | A1            | Ford 3.0 V8          | G     | 36 | Rolf Stommelen        | 3-16              |                 |
| Interscope Racing                                 | Shadow        | DN9           | Ford 3.0 V8          | G     | 39 | Danny Ongais          | 4, 13             |                 |
| Melchester Racing                                 | McLaren       | M23           | Ford 3.0 V8          | G     | 40 | Tony Trimmer          | 10                |                 |

Annoncé tôt dans la saison 1977, le principal transfert de l'hiver concerne le champion du monde en titre Niki Lauda qui a claqué la porte de la Scuderia Ferrari pour rejoindre l'écurie Brabham. Le Québécois Gilles Villeneuve qui l'avait remplacé en fin de saison a été confirmé pour l'ensemble de l'année 1978.
Autre transfert marquant, celui de Ronnie Peterson qui remplace son compatriote Nilsson chez Lotus. Considéré comme l'un des pilotes les plus talentueux de sa génération, Peterson ne s'est pas montré sous son meilleur jour au volant de l'erratique Tyrrell à six roues. Il effectue son retour chez Lotus, équipe qu'il avait quitté début 1976, où il sera néanmoins cantonné à un rôle de second pilote. Peut-être moins talentueux que le Suédois, son coéquipier Mario Andretti a en effet accompli un remarquable travail dans la mise au point de la révolutionnaire Lotus « wing car » et c'est à lui que revient la préférence de Colin Chapman. Il fait figure de favori pour le titre tant la Lotus 78 a impressionné en 1977.
Pour remplacer Peterson, l'équipe Tyrrell qui a abandonné le concept de voiture à 6 roues qui restera comme un semi-échec, s'est tournée vers le débutant Didier Pironi protégé du pétrolier Elf partenaire historique de l'écurie. Avec Depailler, Tyrrell alignera donc un duo 100 % français. La France sera d'ailleurs particulièrement bien représentée en 1978 puisque Patrick Tambay a été titularisé chez McLaren à la place de Jochen Mass.

## Résumé du championnat du monde 1978
Dès l'ouverture de la saison en Argentine, Mario Andretti domine la course de bout en bout au volant de sa Lotus. Au Brésil, Carlos Reutemann sur Ferrari sonne la contre-attaque en offrant au manufacturier de pneumatiques Michelin sa première victoire en Grand Prix. 
En Afrique du Sud, dans une course longtemps dominée par l'Italien Riccardo Patrese au volant de la surprenante écurie britannique Arrows (dont c'est la deuxième apparition en Formule 1) la victoire revient finalement au second pilote de l'écurie Lotus le Suédois Ronnie Peterson auteur dans le dernier tour d'un dépassement victorieux sur son ancien coéquipier chez Tyrrell, Patrick Depailler. 
Sur le circuit urbain de Long Beach en Californie ce sont les Ferrari qui dominent la course, après un beau baroud d'honneur du jeune Québécois Gilles Villeneuve la victoire revient à son coéquipier Carlos Reutemann qui décroche sa deuxième victoire de la saison et revient à égalité avec Andretti en tête du championnat de monde. 
À Monaco, au terme d'une longue course-poursuite derrière la Brabham de John Watson, Patrick Depailler décroche enfin la première victoire de sa carrière. Très régulier depuis le début de la saison, il s'empare des commandes du championnat du monde. Le Grand Prix de Belgique est marqué par l'apparition de la nouvelle Lotus 79 qui pousse le concept de l'effet de sol encore plus loin que sur la 78. Facile vainqueur devant son coéquipier Peterson qui a dû se contenter de la 78, Andretti profite de l'abandon de Depailler pour récupérer la première place au classement général. L'écrasante domination de la Lotus se confirme en Espagne avec un nouveau doublé des irrésistibles flèches noires. 
La parade aux Lotus semble être trouvée en Suède par Brabham qui a greffé à l'arrière de sa voiture, la Brabham BT46B, une sorte de turbine destinée à aspirer l'air sous la voiture, créant ainsi un effet ventouse permettant à ses voitures d'atteindre des vitesses faramineuses en courbe. Parti en seconde ligne, Niki Lauda fait mordre la poussière à Andretti et décroche sa première victoire de l'année au terme d'une implacable domination, ce sera la seule victoire de celle qui restera dans l'histoire comme la « Brabham-aspirateur ». Quelques jours plus tard, la fédération internationale, tout en validant la victoire de Lauda, décide en effet d'interdire le système mis au point par Gordon Murray. 
Débarrassés de la Brabham, les pilotes Lotus retrouvent leur suprématie dès le Grand Prix de France (nouveau doublé Andretti-Peterson). Victimes de leur mécanique alors que s'annonçait un nouveau cavalier seul, les Lotus concèdent la victoire à Reutemann à Brands Hatch mais s'imposent à nouveau en Allemagne (par Andretti), en Autriche (par Peterson, car Andretti est parti à la faute en début de course sur une piste humide) et enfin aux Pays-Bas avec Andretti. À ce stade du championnat et alors qu'il ne reste que trois épreuves à disputer, Andretti compte 12 points d'avance sur Peterson, sachant que ce dernier, contractuellement, n'a pas la possibilité d'attaquer son coéquipier américain. Mathématiquement aucun autre pilote ne peut inquiéter les pilotes Lotus au championnat (Reutemann pointe à 32 points d'Andretti).
Le championnat connaît son épilogue à Monza de la plus tragique des façons. Impliqué dans un carambolage général au premier départ de la course, Peterson est grièvement blessé aux jambes. Transporté à l'hôpital de Milan, son état de santé s'aggrave subitement dans la nuit en raison de complications post-opératoires. Peterson n'y survivra pas. Vainqueur de la course avant d'être déclassé pour avoir anticipé le deuxième départ, Mario Andretti devient néanmoins champion du monde, la victoire revenant à Lauda. 
Très touché par la mort de son coéquipier et par les circonstances de son couronnement, Andretti tente de se remobiliser pour l'épreuve de Watkins Glen, chez lui aux États-Unis. Facile poleman, il connaît moins de réussite en course (casse moteur) ce qui permet à Carlos Reutemann de s'imposer. Par contre au Canada, totalement hors du coup, Andretti laisse briller le Français Jean-Pierre Jarier qui remplace Peterson sur la deuxième Lotus. Dominateur, Jarier est pourtant victime du manque de fiabilité de sa voiture ce qui permet à Gilles Villeneuve de décrocher à domicile sa toute première victoire en Formule 1.

## Grands Prix de la saison 1978
Initialement prévu le 16 avril, le Grand Prix du Japon, disputé sur le circuit du Mont Fuji, est annulé.
| no  | Date         | Grand Prix                      | Lieu           | Vainqueur         | Écurie             | Pole position      | Record du tour     | Résumé |
| --- | ------------ | ------------------------------- | -------------- | ----------------- | ------------------ | ------------------ | ------------------ | ------ |
| 298 | 15 janvier   | Grand Prix d'Argentine          | Buenos Aires   | Mario Andretti    | Lotus-Ford         | Mario Andretti     | Gilles Villeneuve  | Résumé |
| 299 | 29 janvier   | Grand Prix du Brésil            | Jacarepaguá    | Carlos Reutemann  | Ferrari            | Ronnie Peterson    | Carlos Reutemann   | Résumé |
| 300 | 4 mars       | Grand Prix d'Afrique du Sud     | Kyalami        | Ronnie Peterson   | Lotus-Ford         | Niki Lauda         | Mario Andretti     | Résumé |
| 301 | 2 avril      | Grand Prix des États-Unis Ouest | Long Beach     | Carlos Reutemann  | Ferrari            | Carlos Reutemann   | Alan Jones         | Résumé |
| 302 | 7 mai        | Grand Prix de Monaco            | Monaco         | Patrick Depailler | Tyrrell-Ford       | Carlos Reutemann   | Niki Lauda         | Résumé |
| 303 | 21 mai       | Grand Prix de Belgique          | Zolder         | Mario Andretti    | Lotus-Ford         | Mario Andretti     | Ronnie Peterson    | Résumé |
| 304 | 4 juin       | Grand Prix d'Espagne            | Jarama         | Mario Andretti    | Lotus-Ford         | Mario Andretti     | Mario Andretti     | Résumé |
| 305 | 17 juin      | Grand Prix de Suède             | Anderstorp     | Niki Lauda        | Brabham-Alfa Romeo | Mario Andretti     | Niki Lauda         | Résumé |
| 306 | 2 juillet    | Grand Prix de France            | Le Castellet   | Mario Andretti    | Lotus-Ford         | John Watson        | Carlos Reutemann   | Résumé |
| 307 | 16 juillet   | Grand Prix de Grande-Bretagne   | Brands Hatch   | Carlos Reutemann  | Ferrari            | Ronnie Peterson    | Niki Lauda         | Résumé |
| 308 | 30 juillet   | Grand Prix d'Allemagne          | Hockenheim     | Mario Andretti    | Lotus-Ford         | Mario Andretti     | Ronnie Peterson    | Résumé |
| 309 | 13 août      | Grand Prix d'Autriche           | Österreichring | Ronnie Peterson   | Lotus-Ford         | Ronnie Peterson    | Ronnie Peterson    | Résumé |
| 310 | 27 août      | Grand Prix des Pays-Bas         | Zandvoort      | Mario Andretti    | Lotus-Ford         | Mario Andretti     | Niki Lauda         | Résumé |
| 311 | 10 septembre | Grand Prix d'Italie             | Monza          | Niki Lauda        | Brabham-Alfa Romeo | Mario Andretti     | Mario Andretti     | Résumé |
| 312 | 1er octobre  | Grand Prix des États-Unis Est   | Watkins Glen   | Carlos Reutemann  | Ferrari            | Mario Andretti     | Jean-Pierre Jarier | Résumé |
| 313 | 8 octobre    | Grand Prix du Canada            | Montréal       | Gilles Villeneuve | Ferrari            | Jean-Pierre Jarier | Alan Jones         | Résumé |

| Date    | Grand Prix                    | Lieu        | Vainqueur    | Écurie        | Pole position   | Record du tour     | Résumé |
| ------- | ----------------------------- | ----------- | ------------ | ------------- | --------------- | ------------------ | ------ |
| 19 mars | XXX BRDC International Trophy | Silverstone | Keke Rosberg | Theodore-Ford | Ronnie Peterson | Emerson Fittipaldi | Résumé |

## Classement des pilotes
| Classement | Pilote                | Points |
| ---------- | --------------------- | ------ |
| Champion   | Mario Andretti        | 64     |
| 2e         | Ronnie Peterson       | 51     |
| 3e         | Carlos Reutemann      | 48     |
| 4e         | Niki Lauda            | 44     |
| 5e         | Patrick Depailler     | 34     |
| 6e         | John Watson           | 25     |
| 7e         | Jody Scheckter        | 24     |
| 8e         | Jacques Laffite       | 19     |
| 9e         | Gilles Villeneuve     | 17     |
| 10e        | Emerson Fittipaldi    | 17     |
| 11e        | Alan Jones            | 11     |
| 12e        | Riccardo Patrese      | 11     |
| 13e        | James Hunt            | 8      |
| 14e        | Patrick Tambay        | 8      |
| 15e        | Didier Pironi         | 7      |
| 16e        | Clay Regazzoni        | 4      |
| 17e        | Jean-Pierre Jabouille | 3      |
| 18e        | Hans-Joachim Stuck    | 2      |
| 19e        | Vittorio Brambilla    | 1      |
| 20e        | Derek Daly            | 1      |
| 21e        | Héctor Rebaque        | 1      |

## Classement des constructeurs
| Classement | Écurie             | Points |
| ---------- | ------------------ | ------ |
| Champion   | Lotus-Ford         | 86     |
| 2e         | Ferrari            | 58     |
| 3e         | Brabham-Alfa Romeo | 53     |
| 4e         | Tyrrell-Ford       | 38     |
| 5e         | Wolf-Ford          | 24     |
| 6e         | Ligier-Matra       | 19     |
| 7e         | Fittipaldi-Ford    | 17     |
| 8e         | McLaren-Ford       | 15     |
| 9e         | Williams-Ford      | 11     |
| 10e        | Arrows-Ford        | 11     |
| 11e        | Shadow-Ford        | 6      |
| 12e        | Renault            | 3      |
| 13e        | Surtees-Ford       | 1      |
| 14e        | Ensign-Ford        | 1      |